# Río Salado (Arizona)
El río Salado (del inglés: Salt River) es un río del suroeste de los Estados Unidos, un afluente del río Gila que discurre por el centro-este del estado de Arizona. Nace en la confluencia del río Negro  y del río Blanco. 
Fluye al oeste durante 320 km (sin considerar sus fuentes) y desemboca en el río Gila al suroeste de Phoenix. Es parte de la cuenca hidrográfica del río Colorado. Un sistema de represas forma una cadena de lagos que proveen energía hidroeléctrica. En tiempos precolombinos el valle del río fue cultivado por los indios Hohokam, quienes construyeron sistemas de canales de irrigación.